# سیارک ۴۳۲۲۴
سیارک ۴۳۲۲۴ (به انگلیسی: 43224 Tonypensa، نامگذاری:2000AP165) چهل و سه هزار و دویست و بیست و چهارمین سیارک کشف شده‌است که در ۸ ژانویه ۲۰۰۰ کشف شد.